# Polygala serpyllifolia
Polygala serpyllifolia — вид трав'янистих рослин родини китяткові (Polygalaceae), поширений у західній частині Європи й рідкісний у Ґренландії. Етимологія:  лат. serpyllum — «чебрець», лат. i — сполучна голосна, лат. folius — «листя».

## Опис
Дво- або багаторічна рослина. Стебла 6–20 см, стрункі, від лежачих до розлогих, розгалужені. Нижчі листки видаються згуртованими але вони не утворюють листової розетки. Нижні стеблові листи розміщені напроти, а верхні — трохи поперемінно. Форма листя довгасто-ланцетна. Блідо-блакитні квіти, іноді рожеві або білі, маленькі, 3–8 у коротких кластерах. Пелюстки довжиною ≈5–10 мм. Капсула крилата, але значно ширша, ніж крила.
Квіти запилюються комахами, такими як бджоли та маленькі метелики. Насіння зазвичай поширюються вітром, рідше — мурахами.

## Поширення
Центральна та Західна Європа, від Піренеїв до Норвегії та Чехії; рідкісний у Ґренландії. Полюбляє помірно теплий, морський клімат.

## Галерея

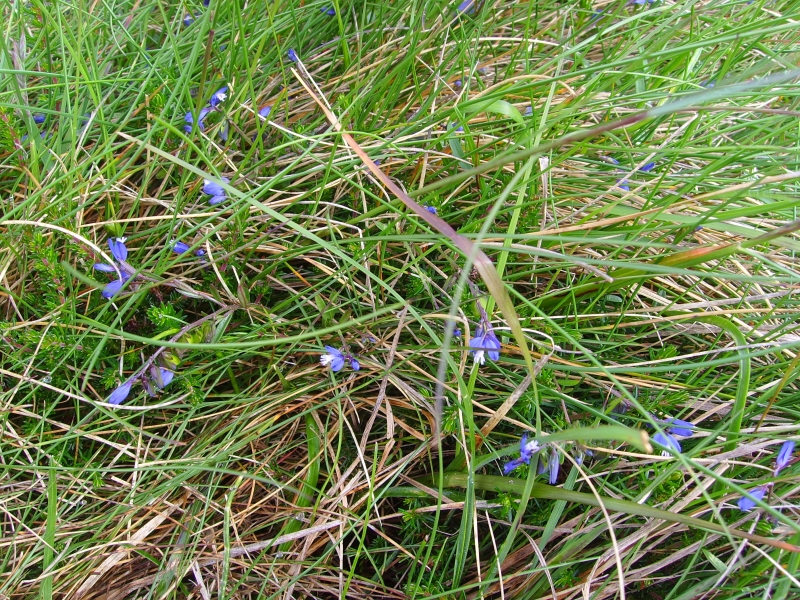
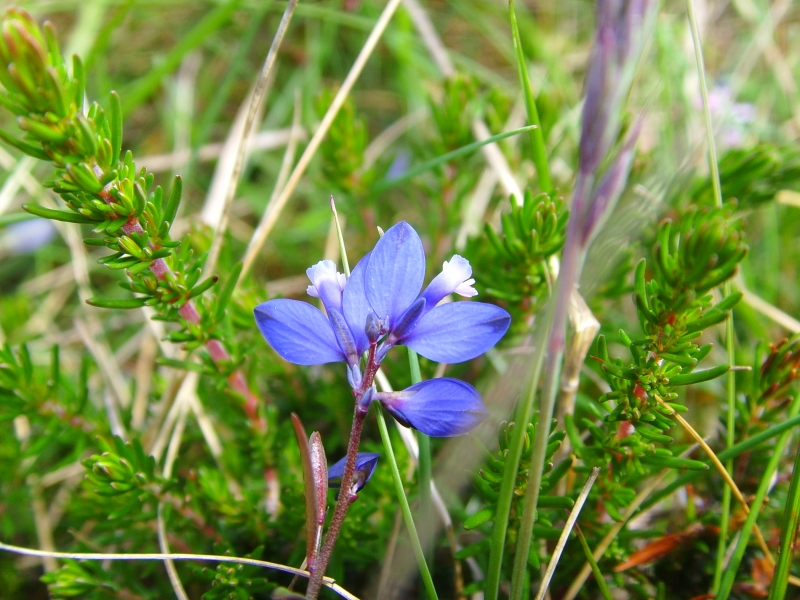
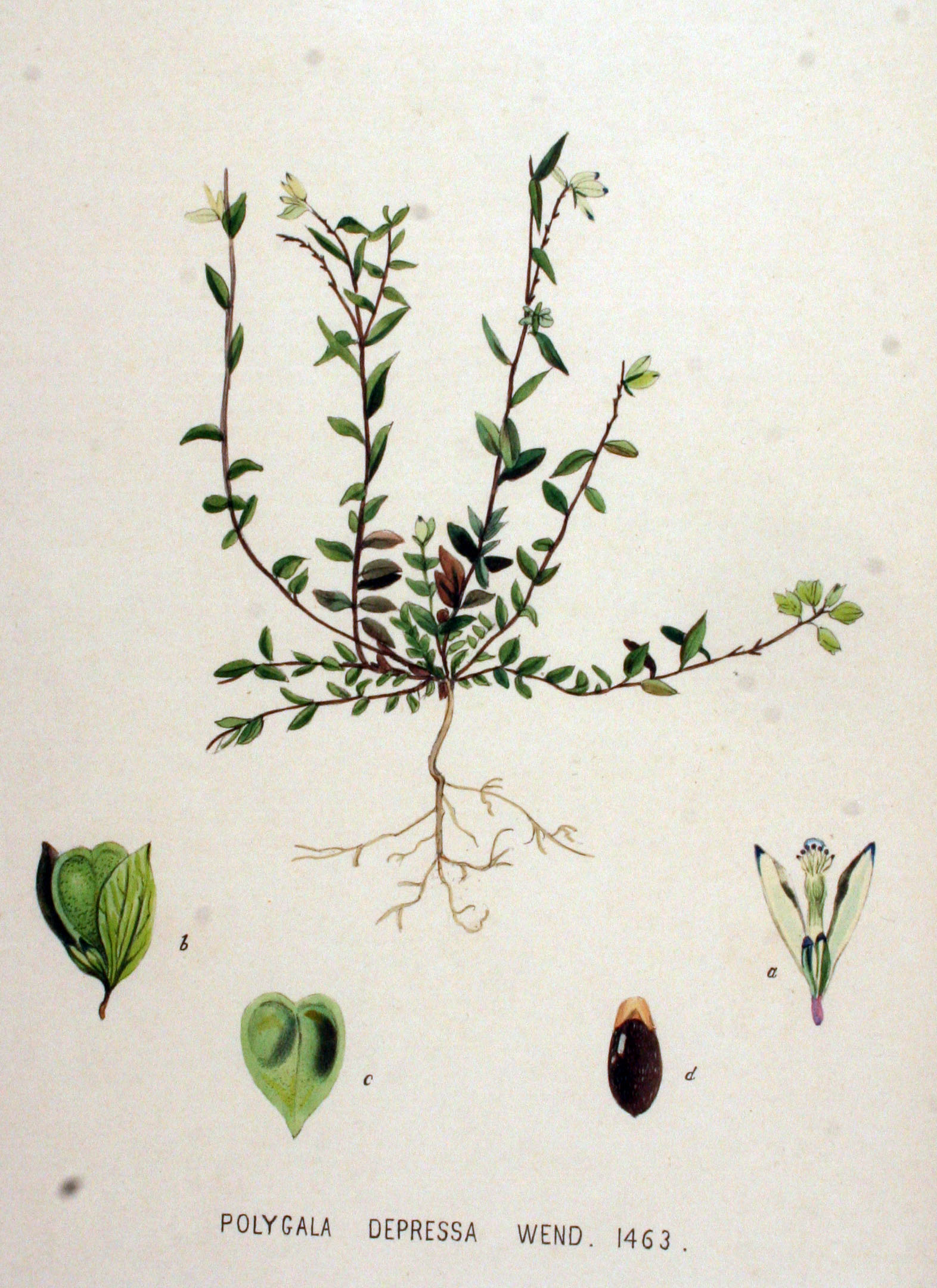